# Аргириос Вузас
Аргириос Вузас (на гръцки: Αργύριος Βούζας) е гръцки лекар и революционер от Костурско от XIX и XX век.

## Биография
Аргириос Вузас е роден през 1842 или 1857 година в западномакедонския град Костур, тогава в Османската империя. Учи в гръцко училище в Костур, след което завършва гимназия в Битоля и Първа атинска гимназия. Завършва медицина в Атинския университет и практикува в Костур и Лерин. Става член на Неа Филики Етерия. При разкриването на комитета на Анастасиос Пихеон е арестуван и хвърлен в затвора в Битоля. След това се прехвърля в свободна Гърция, където подпомага гръцката въоръжена пропаганда в Македония в началото на XX в. През 1912 година се завръща в Костур като военен лекар. Назначен е за директор на военна болница с капацитет 150 легла. През 1914 година участва в опита за създаване на Автономна република Северен Епир.